# Jean-Pierre Boyer (problémiste)
Pour les articles homonymes, voir Jean-Pierre Boyer et Boyer.
Jean-Pierre Boyer est un compositeur français de problèmes d'échecs, né le 20 octobre 1935, et décédé le 12 novembre 1986.
Il est nommé Maître International de la FIDE pour la composition échiquéenne en 1990.

## Publication
- Jean-Pierre Boyer, Problème d'échecs en deux coups, Paris, Hatier, coll. « Joueurs d'échecs confirmés », 1983, 187 p. (ISBN 2-218-06384-0)